# Josh Duinker
Joshua Frederick Duinker (Sídney, 18 de abril de 1989) es un exjugador australiano-neerlandés de baloncesto profesional. Mide 2,10 metros de altura y ocupaba la posición de pívot.

## Trayectoria
Se formó como jugador en los Richmond Spiders de la NCAA estadounidense. En su último año de universitario finalizó la temporada con unos números de 3,5 puntos y 2 rebotes 11,4 minutos de media en los 32 partidos que disputó.
En agosto de 2012 se confirmó su llegada a Europa tras firmar un contrato con el Cáceres Ciudad del Baloncesto de la LEB Oro de España.
En julio de 2013 se unió al ZZ Leiden.
En septiembre de 2016 pasó a la Liga Nacional de Básquet de Argentina, donde jugó para Regatas Corrientes. En noviembre de ese año, empero, su equipo lo desvinculó del plantel, por lo que el pívot terminó incorporándose al Defensor Sporting de la Liga Uruguaya de Básquetbol.

## Selección nacional
Aunque nació en Australia, teniendo un padre oriundo de los Países Bajos y una madre oriunda de Nueva Zelanda, Duinker tenía la opción de jugar por cualquiera de esos países. Finalmente optó por hacerlo por Países Bajos en el verano de 2013.